# Saltos ornamentais nos Jogos Europeus de 2015
As competições de saltos ornamentais nos Jogos Europeus de 2015 foram disputadas no Centro Aquático de Baku, em Baku entre 18 e 22 de junho. 

## Calendário
| Junho              | 12 | 13 | 14 | 15 | 16 | 17 | 18 | 19 | 20 | 21 | 22 | 23 | 24 | 25 | 26 | 27 | 28 |
| ------------------ | -- | -- | -- | -- | -- | -- | -- | -- | -- | -- | -- | -- | -- | -- | -- | -- | -- |
| Saltos ornamentais |    |    |    |    |    |    | 2  | 2  | 2  | 2  |    |    |    |    |    |    |    |

|  | Dia de competição |  | Dia de final |

## Qualificação
Após o Campeonato Europeu de Saltos Ornamentais Júnior em julho de 2014, a LEN selecionou os participantes com base em uma classificação média por COC dos três últimos Campeonatos Europeus de Saltos Ornamentais Junior. 
160 saltadores participaram do evento. O número de participantes foi restrito a um participante em cada evento sincronizado por COC e a dois participantes no evento individual. 

## Medalhistas
Masculino
| Evento                                 | Ouro                                      | Prata                                     | Bronze                                   |
| -------------------------------------- | ----------------------------------------- | ----------------------------------------- | ---------------------------------------- |
| Trampolim de 1 m individual detalhes   | Nikita Shleikher RUS Rússia               | Ilia Molchanov RUS Rússia                 | James Heatly GBR Grã-Bretanha            |
| Trampolim de 3 m individual detalhes   | James Heatly GBR Grã-Bretanha             | Ruslan Adriano Cristofori ITA Itália      | Ilia Molchanov RUS Rússia                |
| Trampolim de 3 m sincronizado detalhes | RUS Rússia Ilia Molchanov Nikita Nikolaev | GBR Grã-Bretanha James Heatly Ross Haslam | GER Alemanha Frithjof Seidel Nico Herzog |
| Plataforma de 10 m individual detalhes | Matty Lee GBR Grã-Bretanha                | Nikita Shleikher RUS Rússia               | Alexis Jandard FRA França                |

Feminino
| Evento                                 | Ouro                                               | Prata                                     | Bronze                                          |
| -------------------------------------- | -------------------------------------------------- | ----------------------------------------- | ----------------------------------------------- |
| Trampolim de 1 m individual detalhes   | Louisa Stawczynski GER Alemanha                    | Diana Shelestyuk UKR Ucrânia              |                                                 |
| Trampolim de 3 m individual detalhes   | Katherine Torrance GBR Grã-Bretanha                | Ekaterina Nekrasova RUS Rússia            | Saskia Oettinghaus GER Alemanha                 |
| Trampolim de 3 m sincronizado detalhes | GER Alemanha Louisa Stawczynski Saskia Oettinghaus | RUS Rússia Maria Polyakova Elena Chernykh | UKR Ucrânia Diana Shelestyuk Marharita Dzhusova |
| Plataforma de 10 m individual detalhes | Lois Toulson GBR Grã-Bretanha                      | Anna Chuinyshena RUS Rússia               | Elena Wassen GER Alemanha                       |

## Quadro de medalhas
O quadro de medalhas foi publicado. 
| Ordem | País             | Medalha de ouro | Medalha de prata | Medalha de bronze |    |
| ----- | ---------------- | --------------- | ---------------- | ----------------- | -- |
| 1     | GBR Grã-Bretanha | 4               | 1                | 1                 | 6  |
| 2     | RUS Rússia       | 3               | 5                | 1                 | 9  |
| 3     | GER Alemanha     | 1               | 1                | 3                 | 5  |
| 4     | ITA Itália       |                 | 1                |                   | 1  |
| 5     | UKR Ucrânia      |                 |                  | 2                 | 2  |
| 6     | FRA França       |                 |                  | 1                 | 1  |
| TOTAL | TOTAL            | 8               | 8                | 8                 | 24 |